# Seriál Červí díra
Seriál Červí díra je 12. epizoda 5. řady sci-fi seriálu Hvězdná brána.

## Děj
Tato epizoda je pokračováním epizody 4x11 Není cesty zpět. Vesmírná sonda Kepler objeví při průletu okolo Marsu objekt, který zrychluje a vyzařuje energii. Jak zjistila Samantha Carterová, je to mateřská loď Martina Lloyda. Loď se blíží k Zemi a dosáhne její orbity za tři dny.
Hammond pouští členům SG-1 ukázku seriálu Červí díra, jehož koncept napsal Martin Lloyd. Martin pracuje u natáčení seriálu jako konzultant. Děj seriálu a jeho postavy se nápadně podobají programu Hvězdné brány. O'Neill je jmenován v seriálu jako konzultant letectva, aby mohl nenápadně kontaktovat Martina a zjistit, co ví o příletu jeho mateřské lodi. O'Neill zjistí, že si Martin nic nepamatuje, a že používá léky k blokování paměti. Teal'c, pracující jako obsluha občerstvení ve studiu, informuje O'Neilla, že Martin je sledován svými druhy.
Carterová a Daniel Jackson sledují Martinův byt. Během sledování zjistí, že Tanner a ostatní už vědí, že O'Neill se setkal s Martinem. Při prověřování zaměstnanců studia zjistí Carterová, že asistent produkce je Steve Austin, jeden z Martinových druhů. Carterová s Danielem Austina sledují, a když za ním vejdou do jeho bytu, zjistí, že záhadně zmizel. Zjistili pouze, že před zmizením volal do nějakého skladu. Carterová, Daniel a vojáci z SGC se vydávají do skladu. Ve skladu jsou však agenti NID pod velením agenta Malcolma Barretta. Barret nechává zadržet Carterovou a Daniela.
Mezitím je Martin poslán do ateliéru. O'Neill Martina sleduje. V ateliéru je však překvapí Tanner se svými lidmi a oba zajme. Martin dostane od Tannera injekci, která mu odblokuje paměť. Po jeho odchodu přichází Teal'c a O'Neilla a Martina osvobodí. Martin O'Neillovi vysvětluje, že léky bral sám, aby zapomněl na zkázu své planety. Loď, která právě přilétá, sami načasovali jako náhradní plán, kdyby se jim na Zemi nelíbilo.
Tanner potřebuje k ovládání lodi přenosný počítač, který Martin ukryl mezi rekvizity, které jsou použity v natáčeném seriálu. Když O'Neill a Martin počítač hledají, rekvizitář jim řekne, že počítač byl připsán do scény, která se právě natáčí. Když O'Neill s Martinem odejdou, volá rekvizitář agentu Barrettovi. Barret se se svými lidmi vydává na místo natáčení seriálu. Ve skladu nechává pouze jednoho člověka hlídat Carterovou a Daniela.
O'Neill najde počítač u jedné z hereček a vezme jí ho. Za chvíli se objeví Tanner se svými lidmi a chce, aby mu O'Neill počítač odevzdal. Carterová s Danielem mezitím zneškodní svojí stráž a informují telefonicky O'Neilla, že za nimi jede Barret s agenty NID. Najednou se na obloze objeví kosmická loď. Martin křičí na štáb, aby ji natáčeli. Tři auta agentů NID se blíží na místo natáčení. O'Neill, po chvilce váhání, odevzdá počítač Tannerovi, který se se svými lidmi transportuje na loď a odlétají. Martin Lloyd zůstává na Zemi.